# Odalisa
Odalisa è un'opera in un prologo e due atti di Alessandro Nini, su libretto di Giacomo Sacchero. La prima rappresentazione ebbe luogo al Teatro alla Scala di Milano nel carnevale del 1842.

## Trama
L'azione è in Napoli e dintorni, oltre la metà del secolo XIV
L'opera narra dell'amore del conte di Trani, favorito della regina Giovanna I di Napoli, per la zingara Odalisa, rapita dalla sua gente e fatta introdurre a corte sotto il falso nome di Isabella. Tuttavia Alpo, capo degli zingari ed anch'esso amante della ragazza, per vendicarsi e riprendersi Odalisa, giunge a svelare alla regina della tresca fra i due. Per questo motivo, il conte cade in disgrazia e viene condannato a morte; tuttavia Alpo, impetositosi dalla sorte dei due amanti, si sacrifica e gli permette di fuggire.

## Struttura musicale
- Sinfonia

### Prologo
- N. 1 - Introduzione Viva il cor che non alletta
- N. 2 - Cavatina di Alpo Ella in quest'alma torbida (Alpo, Abdel, Coro, Odalisa)
- N. 3 - Coro e Duetto fra Gismondo ed Odalisa Voga, voga, è in ciel la luna - O vezzosa a me diletta

### Atto I
- N. 4 - Introduzione seconda Tristi di maldomo è ancora (Coro)
- N. 5 - Cavatina di Giovanna Se tu sai qual può beata (Giovanna, Odalisa, Gismondo, Caserta, Coro)
- N. 6 - Terzetto fra Gismondo, Alpo ed Odalisa Sconsigliato, in questo tetto
- N. 7 - Coro e Romanza di Giovanna Quanti costi amari affanni - Ma che far s'ei triste tanto
- N. 8 - Finale Tu l'ignori! Al mio cospetto (Giovanna, Odalisa, Gismondo, Alpo, Caserta, Irene, Coro)

### Atto II
- N. 9 - Duetto fra Odalisa e Giovanna Senti; contrito al misero
- N. 10 - Romanza di Gismondo Quando saran quest'ultime
- N. 11 - Finale E' ver, mortale un odio (Alpo, Gismondo, Odalisa)